# ポケットモンスター サン・ムーン
『ポケットモンスター サン・ムーン』は、株式会社ポケモンより2016年11月18日に発売されたニンテンドー3DS用ロールプレイングゲームである『ポケットモンスター サン』と『ポケットモンスター ムーン』の総称であり、ポケットモンスターシリーズ完全新作の7作目。『ポケットモンスター 赤・緑』発売から20周年となる2016年2月27日に『Pokémon Direct 2016.2.27』で発表された。
この項では、『ポケットモンスター サン』と『ポケットモンスター ムーン』および、2017年11月17日に発売された、これらの新バージョンである『ポケットモンスター ウルトラサン』と『ポケットモンスター ウルトラムーン』を扱う。
本作は複数の島々からなる温暖な気候を特徴としたアローラ地方を舞台とする。また、2017年1月配信の『ポケモンバンク』のバージョンアップで、『ポケットモンスター X・Y』『ポケットモンスター オメガルビー・アルファサファイア』やニンテンドー3DS用バーチャルコンソール版『ポケットモンスター 赤・緑・青・ピカチュウ』のポケモンを本作に転送できる。パッケージのポケモンは『サン』がソルガレオ、『ムーン』がルナアーラ。

## ゲームシステム

### Zワザ
1回のバトルにつき1人1回しか使えない必殺技。Zは「全力（Zenryoku）」の頭文字からとられ、読みは「ゼットワザ」。
ZリングにZクリスタルをはめ込み、ポケモンに同じクリスタルを持たせて共鳴させることで発動させることが出来る。発動の際、「ゼンリョクポーズ」と呼ばれる特殊なポーズをとる必要があり、これらはキャプテンの試練やしまキング・しまクイーンの大試練をクリアした際に伝授される。
攻撃技は対応する技を覚えていることで専用のZワザに変化する。この技はベースとなる技によって威力および物理・特殊のタイプが変動する。攻撃Zワザの命中率は全て無限大（必中）で、「まもる」「みきり」などの防御姿勢技を使っていても、ある程度のダメージを受けてしまう。変化技は従来の効果に加え、技ごとに応じた追加効果が上乗せされる。名前は共通して「Z+元の技名」となる。
『サン・ムーン』では1回のバトルにつき、Zワザを1回しか使えないが、『ウルトラサン・ウルトラムーン』では「Zロトムパワー」という新機能によってもう1回使えるようになる。

#### Zワザ一覧

##### タイプごとの攻撃Zワザ
『ウルトラサン・ウルトラムーン』では、一部のZワザがバトル中に漢字表記で表示される。
ウルトラダッシュアタック
ノーマルタイプのZワザ。ゼンリョクポーズは両腕でZを描く。
ダイナミックフルフレイム
ほのおタイプのZワザ。ゼンリョクポーズは燃える炎のように手を動かした後、右手を突き出す。
スーパーアクアトルネード
みずタイプのZワザ。ゼンリョクポーズは両腕で波を描く。
ブルームシャインエクストラ
くさタイプのZワザ。ゼンリョクポーズは植物が芽吹く様子を表している。
スパーキングギガボルト
でんきタイプのZワザ。ゼンリョクポーズは両腕で稲妻を描く。
レイジングジオフリーズ
こおりタイプのZワザ。ゼンリョクポーズは両手を交互に上に伸ばしていき、最後に両腕を広げてから前に動かす。
ぜんりょくむそうげきれつけん（全力無双激烈拳）
かくとうタイプのZワザ。ゼンリョクポーズはその場でパンチを連打する。
アシッドポイズンデリート
どくタイプのZワザ。ゼンリョクポーズは化学薬品がブクブクする様子を描いた後、姿勢を低くして両腕を斜めに広げる。
ライジングランドオーバー
じめんタイプのZワザ。ゼンリョクポーズは一回転してから両腕を上下に広げる。右手は床につける。
ファイナルダイブクラッシュ
ひこうタイプのZワザ。ゼンリョクポーズは羽ばたくように両腕を動かした後、左手を突き上げる。
マキシマムサイブレイカー
エスパータイプのZワザ。ゼンリョクポーズは頭に指で触った後に左手を突き出す。
ぜったいほしょくかいてんざん（絶対捕食回転斬）
むしタイプのZワザ。ゼンリョクポーズはネットを張るように手を動かした後、右手を払い上げる。
ワールズエンドフォール
いわタイプのZワザ。ゼンリョクポーズは力こぶを二回作る。また、二回めは腰をひねる。
むげんあんやへのいざない（無限暗夜への誘い）
ゴーストタイプのZワザ。ゼンリョクポーズは腰をかがめて「幽霊の手」を作る。動きを止めた時、女の子は手のひらを見せるが、男の子は見せない。
アルティメットドラゴンバーン
ドラゴンタイプのZワザ。ゼンリョクポーズはワニの口のように両腕を上下に開く。
ブラックホールイクリプス
あくタイプのZワザ。ゼンリョクポーズは低い姿勢から体を起こしつつ襲いかかるようなポーズをとる。
ちょうぜつらせんれんげき（超絶螺旋連撃）
はがねタイプのZワザ。ゼンリョクポーズは両拳を当てあった後、両手でパンチする。
ラブリースターインパクト
フェアリータイプのZワザ。ゼンリョクポーズは両手でハートを描いた後、妖精ポーズをとる。男の子は左足をガニ股にして腕の関節をゆるく曲げる。女の子は左足を内股にして腕の関節をきつく曲げる。

##### 特定のポケモン専用のZワザ
ひっさつのピカチュート
ピカチュウ専用のZワザ。ゼンリョクポーズは、2016年に横浜で開催されたイベント「ピカチュウ大量発生チュウ」でピカチュウが披露したダンスそのもので、トレーナーとピカチュウが一体となって行う。元となる技は「ボルテッカー」。
ライトニングサーフライド
ライチュウ（リージョンフォーム）専用のZワザ。元となる技は「10まんボルト」。相手を必ず麻痺させる。
シャドーアローズストライク
ジュナイパー専用のZワザ。元となる技は「かげぬい」。
ハイパーダーククラッシャー
ガオガエン専用のZワザ。元となる技は「DDラリアット」。
わだつみのシンフォニア
アシレーヌ専用のZワザ。元となる技は「うたかたのアリア」。
ほんきをだすこうげき
カビゴン専用のZワザ。元となる技は「ギガインパクト」。
ナインエボルブースト
イーブイ専用のZワザ。専用Zワザ唯一の変化技で、全能力が2段階上がる。元となる技は「とっておき」。
ガーディアン・デ・アローラ
カプ・コケコ、カプ・テテフ、カプ・ブルル、カプ・レヒレ専用のZワザ。元となる技は「しぜんのいかり」。相手の体力を4分の1にする。
オリジンズスーパーノヴァ
ミュウ専用のZワザ。元となる技は「サイコキネシス」。使うとサイコフィールドが現れる。
1000まんボルト
サトシのピカチュウ専用のZワザ。ゼンリョクポーズはトレーナーとハイタッチ。元となる技は「10まんボルト」。急所に当たりやすい。
しちせいだっこんたい（七星奪魂腿）
マーシャドー専用のZワザ。元となる技は「シャドースチール」。

### リージョンフォーム
本作では一部のポケモンが「リージョンフォーム」という、通常とは異なる姿で登場する。アローラ地方の環境に適応するために独自の変化を遂げたものであり、通常種とは姿のみならず生態も異なっている。
進化前は通常の姿だが、進化するとリージョンフォームになるポケモン（ピカチュウ→ライチュウ等）と、進化前から既にリージョンフォームのポケモン（ロコン→キュウコン等）に大別される。進化条件も、通常種と同じ条件のもの（ピカチュウ→ライチュウ等）と異なるもの（ロコン→キュウコン等）がいる。

### 時差
本作では、ゲーム内で流れる時間が各バージョンで異なる。『サン』『ウルトラサン』では3DS本体の内蔵時計に従って時間が流れるが、『ムーン』『ウルトラムーン』では本体の内蔵時計の時刻から12時間の時差が生じた状態で時間が流れる。

### ポケモンジムの廃止としまめぐり
本作の舞台となるアローラ地方にはポケモンジムがなく、ジムリーダーも存在しない。ポケモンリーグも物語開始時点では未完成のままである。そのため、本作では「しまめぐり」でキャプテンから与えられる試練やしまキング・しまクイーンから与えられる大試練をクリアして「しまめぐりチャンピオン」になることが目的となっている。試練をクリアすると使えるZワザが増え、大試練をクリアすると人からもらったポケモンが言うことを聞くようになるスタンプ（従来シリーズにおけるジムバッジにあたる）が手に入る。

### ひでんマシンの廃止とポケモンライド
アローラ地方の法律で、ひでんわざ等をフィールド上で使うことが禁じられており、使った場合は懲役刑や罰金刑が科せられる。このため、本作にはひでんマシン自体が存在しない。それに代わるものとして「ポケモンライド」という、大型のポケモンに乗って移動することになる。ライド用のポケモンは手持ちには加えられないが、いつでも呼び出すことが可能。しまキングやキャプテンなどの人物から各ライドポケモンの使用権を貰うことで乗れるようになる。使用時は「ライドウェア」を着ることになる。また、これまでの「じてんしゃ」に相当する移動アイテムも登場しないため、一部のライドポケモンは「じてんしゃ」の役割も兼ねる。過去作のダウジングマシンもムーランドで代替されている。ひでんわざそのものは一部についてはわざマシンとして登場している。ライドポケモンの種類と性能は以下の通り。
ケンタロス
高速の突進で特定の岩を破壊することができる「ラッシュ」。過去作の「いわくだき」に相当。
ラプラス
水上を泳いで進む「スイム」。岩場で釣りをすることもできる。「なみのり」に相当。
リザードン
空を飛んで目的の場所へ行くことができる「フライト」。「そらをとぶ」に相当。
バンバドロ
足場の悪い岩肌を進むことができる「ダッシュ」。「ロッククライム」に相当。
ムーランド
隠れた道具を探すことができる「サーチ」。どうぐの「ダウジングマシン」に相当。
サメハダー
釣りはできないが、ラプラスよりも速く泳げ、岩礁を破壊することができる「ジェット」。「なみのり」に相当する他、障害物を越える点では「うずしお」の要素も持つ。
カイリキー
人工岩を押すことができる「プッシュ」。「かいりき」に相当。

### バトルロイヤル
4人のトレーナーが手持ちから3匹選び、1vs1vs1vs1で戦闘を行い、誰か1人のポケモンが全滅した段階で戦闘をやめ、それぞれのプレイヤーが倒したポケモンと残っているポケモンの数で勝敗を決定する。先に狙った相手を倒すことで敵の技を空振りさせ、さらにはZワザも失敗させられるのが特徴。

### 乱入バトル
野生ポケモンの中には、残りHPが少なくなると他のポケモンを呼び出す場合がある。繰り返し呼び出しをさせると、「生まれながらに持っている能力」が高いポケモン・色違いのポケモン・隠れ特性を持つポケモンが出現しやすくなる他、この方法でしか捕まえられないポケモンも出現する。『X・Y』『オメガルビー・アルファサファイア』に登場した「群れバトル」と同様、最後の1匹になるまでボールを投げることはできない。

### QRスキャン・しまスキャン
QRコードを読み込むことでそのコードに対応したポケモンの情報を得ることができる。特別なQRコードを読み取るとポケモン図鑑に登録され、生息地を確認することができる。また、「しまスキャン」では、QRスキャンで得たポイントを使うことでアローラ図鑑に載っていない他の地方のポケモンを捕まえることができる。

### ポケリフレ
『X・Y』『オメガルビー・アルファサファイア』に登場した「ポケパルレ」にあたる。ポケパルレと異なり、バトルで汚れたポケモンの埃を取る、毛玉を掬う、ドライヤーで乾かすといった要素が追加されている他、状態異常を治すこともできる。一方、ミニゲームと表情替えは廃止されている。
ポケリフレではポケモンのお菓子である「ポケマメ」が登場する。ポケマメをポケモンに与えることで、そのポケモンとの「なかよし度」を上げることができる。

### ポケファインダー
ロトム図鑑の機能の1つ。アローラ地方に点在するポケファインダースポットで、『ポケモンスナップ』のように様々なポケモンを撮影できる。評価が高くなるとポケファインダーのレベルが上がる。公式サイトのスクリーンショットからネット上に投稿することもできる。一部の試練では撮られたポケモンが興奮して襲ってくることもある。

### すごいとっくん
「すごいオヤジ」に「おうかん」を渡すことで、レベル100のポケモンに限り、ポケモンの「生まれながらに持っている能力」を強化することができる。「ぎんのおうかん」を渡すと、「HP」「こうげき」「ぼうぎょ」「とくこう」「とくぼう」「すばやさ」のうち、どれかを「さいこう」にすることができる。「きんのおうかん」を渡すと、先述の6つの能力をすべて「さいこう」にすることができる。

### フェスサークル
マーマネがオーナーを務める施設で、『ブラック2・ホワイト2』に登場した「ジョインアベニュー」に相当する。一定条件を満たすと手に入るフェスコイン (FC) を貯めることでフェスサークルのランクを上げられる。FCはお店の建築や、店の商品の購入などに利用することができる。

### ポケリゾート
モーンが管理しているボックスに預けられたポケモンのための楽園。5つの島からなっており、最初は「のびのびリゾート」しかないが、前述のポケマメを消費することで新たなリゾートを開発することが出来る。
リゾートの種類・機能は以下の通り。
のびのびリゾート
最初から使用可能なリゾート。ポケマメの木が生えており、ポケマメを収穫できる他、遊びに来た野生のポケモンを仲間にすることも出来る。ポケマメを消費すると、野生のポケモンが現れやすくなる。レベルを上げると入手できるポケマメの数が増え、野生のポケモンが遊びに来る確率も上昇する。
すくすくリゾート
きのみばたけをリゾート化したもの。手に入れたきのみを栽培することが出来る。ポケマメを消費すると、きのみの育つ速度が2倍になる。レベルを上げると木の実を植えられる場所ときのみの収量が増加する。
どきどきリゾート
待機させているポケモンを洞窟に探検させることが出来る。洞窟にはアイテムが落ちており、洞窟から帰ってきたポケモンたちからその道具を受け取ることができる。ポケマメを消費すると、探検速度が数に応じて2倍になる。レベルを上げると探検可能な洞窟が増加する。
わいわいリゾート
ポケモンをアスレチックで遊ばせることができる。遊ぶ回数と配置するドリンクの種類を指定することで、経験値や基礎ポイントを指定した分だけ稼ぐことができる。ポケマメを消費すると、経験値や基礎ポイントの上昇速度が数に応じて2倍になる。 レベルを上げるとアスレチックが増え、預けられるポケモンの数も増える。
ぽかぽかリゾート
ポケモンを温泉に入れることができる。温泉に入れるとなつき度が上昇するが、つからせすぎるとのぼせてしまい、逆になつき度が減少してしまう。また、タマゴをつからせるとタマゴが孵化する。ポケマメを消費すると、なつき度が上昇しやすくなる。レベルを上げると入浴可能なポケモンの数が増える。

### バトルツリー
シリーズ恒例のポニ島にあるバトル施設。本作ではトリプルバトルおよびローテーションバトルが廃止されたため、施設内で挑戦できるのはシングル・ダブル・マルチバトルの3種類のみである。施設のボス「バトルレジェンド」はレッドとグリーンが任命されており、連勝を重ねていくと戦闘となる。他にもスーパーバトルでは10戦ごとに特定のトレーナーが8人からランダムで現れる。一度シングルかダブルで倒したトレーナーはBPでマルチのパートナーとしてスカウトできる仕組み。

### 図鑑
過去作に登場した全国図鑑がポケモンバンクへ移行したことに伴い、本作ではアローラ図鑑および各島（メレメレ・アーカラ・ウラウラ・ポニ）の図鑑が登場する。アローラ図鑑以外のポケモンは、前述のQRスキャン（しまスキャン含む）やイベント配信以外では、ポケモンバンクやタマゴ・通信交換でしか入手することができない。

## 登場人物
担当声優はメディアミックス作品での配役。テレビアニメシリーズでの配役はアニメ版ポケットモンスターの登場人物を参照。言語によって登場人物の名前は異なっているが、()内は英語版の名前を元に記載している。

### 主人公・町の住民
主人公
声 - 斎賀みつき（ヨウ）、三森すずこ（ミヅキ）〈ポケマス〉
本作の主人公。11歳の少年・少女で、外見は大別して男女の2パターンあり、それぞれに髪の毛と肌の色違いが4パターン用意されている。『ウルトラサン・ウルトラムーン』では初期状態の髪型や服装が一新されているが、『サン・ムーン』での衣装への変更も可能。
母親と彼女の手持ちポケモンであるニャースと共にカントー地方からアローラ地方に引っ越し、1番道路の家に暮らしている。
序盤にリーリエとコスモッグの窮地に駆けつけた際、気まぐれであるはずの守り神カプ・コケコに助けられ、さらに認められた者にしか渡されないと言われるかがやくいしを授かるなど、トレーナーとしての才能の片鱗を見せる。
『ウルトラサン・ウルトラムーン』では、母親がかつて「ばけねこむすめ」の異名を持っていたトレーナーであると判明する。
『ポケモンマスターズ』では、男主人公がヨウ、女主人公がミヅキの名前で登場する。
ロトム図鑑
特別な図鑑に入ったロトム。一人称は「ボク」。最初は普通のロトムの姿で登場したが、特別な図鑑の中に入りロトム図鑑となり、ククイ博士に頼まれて主人公と共に行動するようになる。
図鑑の機能を利用して言葉を話すことが可能で語尾に「ロト」を付ける。図鑑として以外にもマップ等様々な機能で主人公をサポートする。
ククイ博士がカントー地方へ訪れた際に知り合っており、そのことがアローラ地方へ引っ越すきっかけとなった。
ククイ博士 / ロイヤルマスク (Kukui / Masked Royal)
声 - 諏訪部順一（ポケマス）
アローラ地方の博士。一人称は「ぼく」で、「〜だぜ」が口癖。ポケモンの技について熱心に研究しており、自身で技を受けるなどして研究を行っているがその影響で研究所はかなり損傷した外観をしている。ハーフパンツで上半身裸の上に白衣を直接着ているという従来の博士に比べるとかなりの軽装。主人公が島巡りをする道中に同行し様々な面でサポートをする。また、覆面レスラー「ロイヤルマスク」としても活躍しているが、本人は知人ということにしており、同一人物であることは否定している。
彼の夢はアローラ地方の素晴らしいポケモンとトレーナーを世界に知ってもらうこと、またそのためのポケモンリーグ創設とチャンピオンを育てることであり、主人公が島巡りをする傍らでアローラ地方になかったポケモンリーグの創設に奔走。様々な伝手で四天王の選任やリーグ設立に尽力し、ストーリー終盤でついにポケモンリーグを完成させる。そして四天王を倒し初代チャンピオンとなった主人公に対し最初の挑戦者として勝負を挑んでくる。
チャンピオン防衛戦での手持ちはルガルガン（まひるのすがた）、キュウコン、カビゴン、ジバコイル、ウォーグルと、エースとしてジュナイパー、ガオガエン、アシレーヌのうちいずれか（主人公が最初に選んだポケモンに相性が良いタイプ）を使用する。また、今までのチャンピオンと違い、「かいふくのくすり」を何度でも使用する。
また、ポケモンリーグ創設のためにカントー地方を訪れ、各ジムへ挑戦しワタルと会っていたことが彼自身から語られている。かつては主人公と同様に旧友のマーレインとともに島巡りをした経験がある。グズマからは「キャプテンになれなかった」と挑発を受けるが本人は「なれなかったのではなく、夢のために諦めただけ」と反論している。
『ウルトラサン・ウルトラムーン』では同様にチャンピオンとなった主人公の前に現れるが、ハウに交代する。その後の防衛戦では挑戦者として登場する。手持ちは前作と変わらないが、先発のルガルガンがエースになっている。
リーリエ (Lillie)
声 - 内田真礼（ポケマス） / 茅野愛衣（Evolutions）
ククイ博士の助手をしている少女。本作の冒頭でコスモッグと共にエーテル財団から追われており、コスモッグの力で姿を消した。3ヶ月後に主人公と対面する。一人称は「わたし」。
白を基調とした服装で金髪のロングヘア。物静かかつ礼儀正しい性格で、人やポケモンに対しては「さん」付けで呼んでいる。ポケモン研究所のロフトの上に間借りしている。
主人公が島巡りをすることに際し、コスモッグを元の住処へ返す方法を探すことを目的として同行する。
その正体はルザミーネの娘でグラジオの妹。実験体として実験されかかっていたコスモッグをエーテルパラダイスから連れ出し、その後はククイ博士に保護されていた。エーテル財団を避けながら各地の遺跡を巡りコスモッグに関する情報を集めていたが、途中でエーテル財団と通じていたスカル団の策略に嵌りエーテルパラダイスへ連れ戻されてしまう。ウルトラビーストを呼び出すためコスモッグを使い捨てようとするルザミーネを説得するも一蹴され彼女はウルトラスペースへと姿を消してしまった。しかしそれをきっかけとしてもう一度母親に会い説得するため、また実験の影響で変化し休眠状態になってしまったコスモウムを助けるために覚悟を決め、再び主人公の島巡りに同行する。それ以降はロングヘアをポニーテールにし、「買ったものの気合を入れないと着れない」と言っていた活動的な服へと姿を変え、また明るく前向きな性格へと変化した。その後はポニ島の祭壇で二つのふえで祈りを捧げたことでコスモウムを伝説のポケモン（ソルガレオ/ルナアーラ）へと進化させ、その力を借りてウルトラスペースへと突入する。ルザミーネと再会後、彼女に対して真っ向から反論するという成長を見せ、最後は主人公に敗北し毒に侵されたルザミーネを介抱するなど母親への想いも捨てていなかった。元の世界へ帰還し伝説のポケモンを主人公がゲットするのを見届けた後、母親を看病すべく主人公と別れ、エーテルパラダイスへと向かった。主人公がポケモンリーグを制覇した祝いの祭りにも駆けつけ、カプ・コケコと対戦する主人公を見守った。その翌日、主人公達に別れを告げ、ルザミーネの治療のためにカントー地方へ旅立っていった。
『ウルトラサン・ウルトラムーン』では展開が変わり、ルザミーネがネクロズマの一件で自らの過ちに気付いたためアローラに残り、エピソードRRではピッピを使って主人公と共闘する。エピソードRRクリア後はバトルツリーのパートナーに勧誘できるようになり、その際の手持ちはアブリボン、キュワワーを使用する。
コスモッグ / ほしぐもちゃん
声 - 夏目妃菜（Evolutions）
リーリエが連れているポケモン。リーリエからは「ほしぐもちゃん」と呼ばれている。リーリエにゲットはされておらず、普段はスポーツバックにしまわれているが、度々外に出たがったり中に戻されるのを嫌がるなどやんちゃな性格をしている。
元はエーテル財団のポケモンであり、強いストレスを与えられることでそれから逃れようとウルトラホールを開けることができる。その能力をルザミーネに目をつけられ、実験体にされようとしたところをリーリエに連れ出される。
ナリヤ・オーキド
声 - 緒方賢一（ポケマス）
リージョンフォームのポケモンの研究家であり『赤・緑』などに登場するオーキド博士のいとこ。容姿はオーキド博士にそっくりであるが、ナリヤの方が肌の色が濃く、髪が長い。
ハウ (Hau)
声 - 山下大輝（ポケマス）
主人公と同い年の少年で、ハラの孫。性格はおおらかで自由奔放。一人称は「おれ」。
主人公の最初に選んだポケモンにタイプ相性的に弱い本作の御三家ポケモンをパートナーにしている。
最初のポケモンを貰った直後に初登場し、以降主人公に追随するように島巡りに出発。ストーリーの要所要所で勝負を挑んできたり共闘したりする。
最終的な手持ちはライチュウ、ネッコアラ、ケケンカニと、主人公の最初に選んだパートナーに応じてブースターとアシレーヌ、シャワーズとジュナイパー、リーフィアとガオガエンのいずれか。
無邪気さを感じさせる動作や表情、語尾を延ばす口癖が印象的な年相応の少年で、衝撃の事実を聞いた際は瞬時に理解できずワンテンポ遅れて驚くなど天然なところもある。ポケモン勝負に関しては勝敗や強さよりも楽しさを重視している。またアローラ地方の名物料理である「マラサダ」が大好物で、島巡りで新たな街に着いた際には真っ先にマラサダを食べに赴いている。
夢は本気のハラに勝負で勝ち、越えること。しかし、表に出さずとも偉大すぎる祖父にややコンプレックスを抱いていたようで、グラジオに本心を見抜かれている。ストーリー終盤ではポケモントレーナーとしての自分自身と向き合い成長していく。
彼には父親もいるが現在は他の地方へ出稼ぎに行っている。父親も実力としてはかなりの強さであったものの、ハラと比べられることに苦労したらしい。
『ウルトラサン・ウルトラムーン』ではククイにかわり、ポケモンリーグでのチャンピオン決定戦の相手を務める。今作ではポケモン勝負において楽しければいいというマイペースな考えとパートナー達の強くなりたいという気持ちのすれ違いが描かれており、島巡りを経てパートナー達と向き合って行く。最終的な手持ちはネッコアラが抜け、オンバーンとケンタロスが加わっている。
マーレイン (Molayne)
声 - 近藤孝行（ポケマス）
本作におけるポケモン預かりシステム管理者であり、ホクラニ天文台の天文台長も務める。マーマネの従兄弟でククイ博士の旧友。元キャプテンで、はがねタイプの使い手。
天文台での手持ちはエアームド、メタング、ダグトリオ。チャンピオン防衛戦時はメタングがメタグロスに進化し、ジバコイルとサンドパンが加わる。エースはダグトリオ。
『ウルトラサン・ウルトラムーン』ではハラにかわって四天王に昇格。手持ちはサンドパンとエアームドにかわってクレッフィとキリキザンが加わっている。
モーン
ポケリゾートの管理人。ポケリゾートにいるポケモンの様子を説明してくれる。見た目において、リーリエやグラジオと似ている部分がある。

### しまキング・しまクイーン
アローラ地方のそれぞれの島を取り仕切る実力者達。その島での全ての試練を終えた者に「大試練」としてポケモン勝負を挑む役割を与えられている。彼らに勝つことで試練達成のスタンプが与えられ、次の島に進めるようになったり、他トレーナーからもらったポケモンが言う事を聞くようになる。従来までのジムリーダーにあたる存在。
しまキング・しまクイーンは各島の守り神によって選ばれるため時期によっては不在になってしまうこともある。全員がエースポケモンにZクリスタルを持たせ、Zワザを使用する他、大試練を達成することで自身のタイプのZクリスタルをくれる。
ハラ (Hala)
声 - 大塚芳忠（ポケマス）
ハウの祖父で、メレメレ島のしまキングである体格の良い老人。かくとうタイプの使い手。
アローラ相撲の親方も務めており、「しまめぐり」に出発する11歳の子供がいない年は自らの相撲を奉納している。孫であるハウに対してはかなり甘いらしいが、それはかつて本気を出した際の形相をハウが見て大泣きしてしまったのが原因と言われている。
ククイ博士に四天王としてスカウトされ、終盤主人公と戦うことになる。
手持ちは大試練時がマンキー、マクノシタ、マケンカニでエースはマケンカニ。四天王戦ではそれぞれオコリザル、ハリテヤマ、ケケンカニに進化し、ニョロボンとキテルグマが加わる。エースはケケンカニ。
グズマはかつての弟子であり、スカル団を解散した後の主人公との対戦を見届け、グズマを再度一人前のトレーナーに育てることを誓った。
『ウルトラサン・ウルトラムーン』では四天王にはならず、しまキングのみを務める。大試練時はマンキーがワンリキーに変更されており、殿堂入り後の再戦ではそれが進化したカイリキーにニョロボン、キテルグマが加わる。
ライチ (Olivia)
声 - 生天目仁美（ポケマス）
アーカラ島のしまクイーンである女性で、コニコシティで宝石商をしている。いわタイプの使い手。
露出の多い服を着ており、体中に様々な宝石のアクセサリーを見に付けている。若くしてしまクイーンに選ばれるほどの実力を持つが、彼女自身は「普通のお姉さん」を自称しており、また彼氏がおらず独身である事を気にしているようである。
ククイ博士に四天王としてスカウトされ、終盤主人公と戦うことになる。
手持ちは大試練時がノズパス、ガントル、ルガルガン（まよなかのすがた）。四天王戦ではガントルが抜けてノズパスがダイノーズに進化し、ジーランス、ゴローニャ、メレシーが加わる。エースはルガルガン。
『ウルトラサン・ウルトラムーン』では大試練時はノズパスとガントルが抜けてアノプスとリリーラが加わり、四天王戦ではそれらが進化したアーマルド、ユレイドルにダイノーズ、ギガイアスが加わる。
クチナシ (Nanu)
声 - 津田健次郎（ポケマス）
ウラウラ島のしまキングである壮年の男性。あくタイプの使い手。
気だるそうな見た目と話し方が特徴。元国際警察でハンサムの同僚であったことが示唆されている。現在はポータウン付近の交番に勤務しており、交番の中には複数のニャースがいる。
ハラやライチ同様、ククイ博士に四天王としてスカウトされたものの、華やかな場が苦手ということで辞退した。アセロラ曰く「カプにならまだしも、人に選ばれての四天王はごめん」らしい。ローリングドリーマーにて主人公をおごっている事から、お金には困っていないようである。
手持ちは大試練時がヤミラミ、ワルビル、ペルシアンで、ハンサムイベント時はワルビルがワルビアルに進化し、ドンカラス、アブソルが加わる。エースはペルシアン。
ハプウ (Hapu)
声 - 小澤亜李（ポケマス）
ポニ島のしまクイーンである紫色の頭巾を被った非常に小柄な少女。じめんタイプの使い手。
古風な口調で話すが、これはポニ島に彼女以外の子供がいない事と、祖父の影響によるものである。祖父が先代のしまキングであったが数年前に他界している。物語開始時点ではまだしまクイーンとして認められておらず、アローラ地方各地を巡り心身を鍛えていた。その後、彼岸の遺跡にてカプに認められ、正式にしまクイーンとなる。
手持ちは大試練時がダグトリオ、フライゴン、トリトドン（ひがしのうみ）、バンバドロ。チャンピオン防衛戦時はワルビアルが加わる。エースはバンバドロ。
『ウルトラサン・ウルトラムーン』では大試練の場所が大峡谷からナッシーアイランドへ変更され、手持ちは大試練・防衛戦ともダグトリオがゴルーグに変更されている。

### キャプテン
本作ではポケモンジムがなく、それにあたるのが島めぐりの試練（キャプテンや島キング・クイーンから課される試練や大試練）であり、キャプテンは試練の案内役としてトレーナーに課題を与える。最後にキャプテンの育てた「ぬしポケモン」を倒すことで、Zパワーが使用できるようになる。
イリマ (Ilima)
声 - 観世智顕（ポケマス）
メレメレ島のキャプテンの一人である少年。ノーマルタイプの使い手。ぬしポケモンは『サン』『ウルトラサン』ではデカグース、『ムーン』『ウルトラムーン』ではリージョンフォームのラッタ。
整えたピンク色の髪と白いシャツにベストを着ているなど優等生を思わせる見た目をしている。実際にもトレーナーズスクールの卒業生で生徒たちからは憧れの的となっている。彼の家の家政婦によれば「マニア気質」らしい。
最初の試練前に勝負を挑んでくる。手持ちはヤングース、ドーブル。ドーブルは「たいあたり」と「このは」「ひのこ」「みずでっぽう」のうち主人公が最初に選んだポケモンのタイプの弱点にあたるタイプの技を覚えている。その後サブイベントでも戦うことができ、ヤングースがデカグースに進化し、切り札となる。また、ドーブルの覚えている技も変わっている。『ウルトラサン・ウルトラムーン』では手持ちにネッコアラが加わっている。
試練は洞窟内のヤング―ス（コラッタ）を全て倒すもの。2体倒すとスカル団2人が邪魔をしてくるが、勝つと穴を2つふさぐため、結果的に手助けとなる。
スイレン (Lana)
声 - 名塚佳織（ポケマス）
アーカラ島のキャプテンの一人である少女。みずタイプの使い手。ぬしポケモンは『サン・ムーン』ではヨワシ（むれたすがた）、『ウルトラサン・ウルトラムーン』ではオニシズクモ。
青を基調とした髪と服装をしており、釣り人のような印象を与える。礼儀正しく面倒見が良いため妹達の良き姉となっている。また『サン・ムーン』では、「せせらぎの丘にはカイオーガがいる」「赤いギャラドスを釣ったことがある」など独特な冗談を言う。『ウルトラサン・ウルトラムーン』では言わなくなった。
せせらぎの丘の様子がおかしいので助けて欲しいと、主人公を言葉巧みに誘導し試練を与える。その後はサブイベントで勝負できる。手持ちはチョンチー、シェルダー、オニシズクモ。エースはオニシズクモ。『ウルトラサン・ウルトラムーン』ではチョンチーとシェルダーがそれぞれランターンとパルシェンに進化している。
カキ (Kiawe)
声 - 大町知広（ポケマス）
アーカラ島のキャプテンの一人である青年。ほのおタイプの使い手。ぬしポケモンは『サン・ムーン』ではエンニュート、『ウルトラサン・ウルトラムーン』ではガラガラ。
全身が黒く焼けており、ハーフパンツに裸の上半身、特徴的な首飾りなどファイヤーダンサーのような見た目をしている。その見た目に反して礼儀正しく物静かで、アローラ地方伝統の踊りをガラガラたちと共に学んでいる。
ヴェラ火山公園の頂上でガラガラたちに踊らせ、それの間違い探しによる試練を与える。その後は「サン」限定のサブイベントで戦うことができ、バトルツリーでも登場。
サブイベントでの手持ちはガーディ、ヒノヤコマ、ガラガラでエースはガラガラ。バトルツリーではガーディとヒノヤコマがそれぞれウインディとファイアローに進化し、ガルーラとエンニュートが加わり、ガルーラをメガシンカさせてくる。
試練は3体のガラガラの踊りをよく見て違う所を答える間違い探し。たびたび山男やエンニュートが邪魔をしてくる。
マオ (Mallow)
声 - 雨宮天（ポケマス）
アーカラ島のキャプテンの一人である少女。くさタイプの使い手。ぬしポケモンはラランテス。
エプロンを模した服装で頭には花の付いた髪飾りをつけている。料理人であり、コニコシティで実家が経営している食堂で働いている。彼女の考える料理はかなり独特なものらしく、ぬしポケモン用の料理を食べたスイレンとカキは直後に水を求めて走り去っていった。
シェードジャングルでぬしポケモンを呼び寄せるための料理の材料を集めさせるという試練を与える。その後は『ムーン』限定のサブイベントで戦うことができ、バトルツリーでも登場。
サブイベントでの手持ちはボクレー、マシェード、アママイコでエースはアママイコ。バトルツリーではボクレーとアママイコがそれぞれオーロットとアマージョに進化し、ジュカイン、ファイアロー、ドデカバシ、キュワワーが加わり、ジュカインをメガシンカさせてくる。
マーマネ (Sophocles)
声 - 村瀬迪与（ポケマス）
ウラウラ島のキャプテンの一人である少年。でんきタイプの使い手。ぬしポケモンは『サン・ムーン』ではクワガノン、『ウルトラサン・ウルトラムーン』ではトゲデマル。
ピカチュウの尻尾を模した首飾りとマルマインのアクセサリーを腰に付けている。若いながらもホクラニ天文台で様々な発明をしているが、人見知りらしく他人に見られていると上手く話せない。従兄弟であるマーレインに対しては心を開いており、お互いに「マーさん」「マーくん」と呼び合い、親しげに会話している。フェスサークルのオーナーも務める。
ぬしポケモンを呼び寄せる装置を使いクイズを出す試練を与える。『ウルトラサン・ウルトラムーン』ではデンヂムシを回転させて電気を通すという内容に変更されている。『サン・ムーン』では装置の影響でブレーカーが落ちて停電してしまうが、『ウルトラサン・ウルトラムーン』では停電しない。
チャンピオン防衛戦時の手持ちはトゲデマル、ジバコイル、エレキブル、クワガノン、ゴローニャ。エースはゴローニャ。
アセロラ (Acerola)
声 - 三上枝織（ポケマス）
ウラウラ島のキャプテンの一人である少女。ゴーストタイプの使い手。ぬしポケモンはミミッキュ。
継ぎ接ぎのようなデザインのワンピースを着ている。その見た目とは裏腹に天真爛漫な性格でエーテルハウスで幼い子供たちやポケモンと暮らしている。古代アローラ王朝の末裔で「古代のプリンセス」を自称し、腕には王朝の遺産である腕輪を付けている。
メガやす跡地にてポケファインダーを使用しミミッキュを撮影するという試練を与える。
後にククイ博士に四天王としてスカウトされ、終盤主人公と戦うことになる。本来であればクチナシが選出されるはずだったが辞退したためにアセロラに白羽の矢が立った。
なお、主人公と同世代が四天王を務めるのはアセロラが初である。
四天王戦での手持ちはヤミラミ、ユキメノコ、フワライド、ダダリン、シロデスナ。エースはシロデスナ。
『ウルトラサン・ウルトラムーン』ではヤミラミにかわり、ジュペッタを使用する。
マツリカ (Mina)
声 - ゆかな（ポケマス）
ポニ島のキャプテンの一人である少女。フェアリータイプの使い手。『サン・ムーン』ではキャプテンの中で唯一ぬしポケモンがいない。『ウルトラサン・ウルトラムーン』でのぬしポケモンはアブリボン。
様々な色のペイントが全身にされている。絵描きであり、各地を巡って絵を描いているが『サン・ムーン』ではキャプテンでありながら試練を用意していないなど非常にマイペースな性格をしている。『ウルトラサン・ウルトラムーン』では、まず彼女とバトルし、各地にいるキャプテンたちの元を訪ね、花びらを集めていくという試練を与える。自宅はナマズン型の船で、海の民の村に停泊させている。絵を描くのに集中するととんでもない数のおむすびを食べるらしい。
殿堂入り後はポニの険路におり、ある条件を満たすと勝負できる。手持ちはクレッフィ、グランブル、マシェード、プクリン、アブリボン。エースはアブリボン。『ウルトラサン・ウルトラムーン』ではクレッフィ、マシェード、プクリンにかわり、クチートを使用する。

### ポケモンリーグ
本作のポケモンリーグはできたばかりであり、初めて訪れた段階ではまだチャンピオンがいない。そのため、四天王を倒した段階で主人公が初代チャンピオンになるため、従来までのチャンピオン戦は「チャンピオン防衛戦」となる。これに勝利することで殿堂入りとなり、その後のカプ・コケコ戦で倒すか捕まえるとエンディングを迎える。
『サン・ムーン』では1周目はククイ博士、2周目はハウで固定されているが、3周目以降はランダムになる。『ウルトラサン・ウルトラムーン』では1周目と2周目はハウになる。

#### 四天王
ポケモンリーグ創設に当たり、ククイ博士は各島の実力者をスカウトして四天王に任命している。
カヒリ (Kahili)
声 - 河原木志穂（ポケマス）
ククイ博士にスカウトされた四天王の一人。ひこうタイプの使い手。長い銀髪は羽のように見える。
アローラ地方出身のプロゴルファーで、アーカラ島にあるリゾートホテル「ハノハノリゾート」のオーナーの娘。過去に全ての大試練を為し遂げ「しまめぐりチャンピオン」になった経験がある。
手持ちはエアームド、オドリドリ（めらめらスタイル）、バルジーナ、クロバット、ドデカバシ。エースはドデカバシ。
『ウルトラサン・ウルトラムーン』ではエアームドとクロバットにかわりウォーグルとルチャブルになっている。

#### チャンピオン防衛戦
リュウキ (Ryuki)
声 - 仲村宗悟（ポケマス）
スター気取りで派手な格好をした他の地方出身の男性。天下を取るべくアローラリーグに挑戦しに来る。ドラゴンタイプの使い手。
手持ちはガブリアス、バクガメス、ジジーロン、ジャラランガ、カイリュー。
『ウルトラサン・ウルトラムーン』ではマリエシティのジムオブカントーにも姿を見せる。
タロウ (Tristan)
ストーリーのプロローグでククイ博士に技を教わっていた少年。
手持ちはエモンガ、ブーバーン、ナッシー、サメハダー、ケンタロス。エースはケンタロスで、Zワザを使用する。

### スカル団
アローラ地方で悪事を働いているならず者組織。他人のポケモンを奪ったり試練の場を荒らすなど迷惑行為をしている。骸骨を象ったエンブレムを首飾りとして下げているのが特徴。また団員たちにはラッパーのような言動が多々見られる。ウラウラ島のポータウンを拠点にしている。
過去の作品と比べるとあまり脅威として世間に見られておらず、彼らを蔑む声がトレーナーや住民から聞ける。実際にはエーテル財団と裏で繋がっており、資金を提供する代わりにエーテル財団の手駒として影で活動していた。ルザミーネの一件が終息した後、グズマによって解散される。ウラウラ島の住人によるとかつてはしまキングを中心とした集団だったらしい。
グズマ (Guzma)
声 - 菊地達弘（ポケマス）
スカル団のリーダーであるメレメレ島出身の男性。むしタイプの使い手。
「壊しても手を緩めない」と言われ恐れられているらしく、彼もそれを自称している。すぐに感情を爆発させる性格で勝負に負けた時などは自身を激しく叱責する言葉を叫ぶ。トレーナーとしての実力はキャプテンと同等らしいがその粗暴すぎる性格や言動が原因でキャプテンになれなかったとされる。一方で自身が連れているポケモンは大切に思っており、バトルでの敗因をポケモンのせいにしたことはなく、バトルで主人公に負けたときは部下に盗んだポケモンを返すよう指示したこともある。
秘密裏にエーテル財団のルザミーネと繋がっており、資金を受け取って秘密裏にリーリエとコスモッグの捜索を行っていた。唯一、自身の実力を認めてくれたルザミーネを慕っており、彼女とともにウルトラスペースへ突入しウツロイドを捕まえようとするも失敗し逆に寄生され正気を失いかけてしまう。元の世界に帰ることを願うもそのことでルザミーネに切り捨てられ、途方に暮れていたところに主人公たちの手によってルザミーネが倒され、ともに帰還した。
その後はけじめとしてスカル団を解散し自宅に戻り、主人公と対戦するが敗北、それをたまたま見ていたハラのもとで再び相撲の修行に打ち込むことになる。『ムーン』ではバトルツリーにも登場。
最終的な手持ちはグソクムシャ、アリアドス、カイロス、アメモース、ハッサム。エースはグソクムシャ。バトルツリーでの手持ちはカイロス、ドンカラス、ドクロッグ、レパルダス、キリキザン、ドヒドイデ、グソクムシャで、カイロスをメガシンカさせる場合がある。
かつてはハラに師事していたようだが途中で彼の元を飛び出している。グズマがなぜこのような荒れた性格になったかは明確に語られないが、島巡りを行いキャプテンを目指していたがなれなかったこと、プルメリ曰く「誰にも認めてもらえなかった」など断片的な情報が作中で語られる。
『ウルトラサン・ウルトラムーン』ではエピソードRRで主人公と共闘する場面がある。また、四天王になったマーレインにかわり、防衛戦に挑戦してくるようになっている。最終的な手持ちはアリアドスのかわりにクワガノンを使用。
プルメリ (Plumeria)
声 - 金田愛（ポケマス）
スカル団の幹部である女性。どくタイプの使い手。
ピンクと黄色をメッシュにした髪をツインテールにしており、濃いアイメイクなど威圧的な印象を受ける。腹部にスカル団のマークのペイントを入れている。したっぱたちをバカ呼ばわりしながらも、部下がやられた時は黙っていることができないなど姉御肌の持ち主で、面倒見がよく義理堅い性格。
ストーリー中盤で主人公たちを策略に嵌め、リーリエとコスモッグをエーテル財団へ連れ戻した。終盤では部下たちを連れてエーテル財団を見限り、主人公にドクZを託す。その後は悪事から足を洗い、クチナシとマーレインに言いくるめられたことで、Zリングをもらってトレーナーとして出直すことを決める。防衛戦で登場する他、「サン」ではバトルツリーにも参戦する。
防衛戦での手持ちはゲンガー、クロバット、ベトベトン、ドヒドイデ、エンニュート。エースはエンニュートで、防衛戦ではZワザを使用する。バトルツリーでの手持ちはベトベトンに代わってラランテスを使用し、ゲンガーをメガシンカさせる場合がある。
グラジオ (Gladion)
声 - 内山昂輝（ポケマス） / 坂田将吾（Evolutions）
スカル団の用心棒をしている少年。黒を基調とした服装に金髪で片目を隠しており、手を目の前に掲げる、片手を抑えるといった中二病じみた動作が目立つ。タイプ：ヌルを相棒として連れており、ぶっきらぼうな言動で一匹狼のような行動をしている。一人称は「オレ」。
その正体はルザミーネの息子でリーリエの兄。幼少期から母親の異常な言動に気づいており、ウルトラビーストに対するプロジェクトの失敗作であった一体のタイプ：ヌルと共にエーテル財団を抜け出し、母親に対抗する強さを得るためにスカル団の用心棒をしていた。主人公に「リーリエとコスモッグを守れ」と忠告していたもののスカル団によってエーテル財団に連れ戻されてしまい、主人公たちとともにエーテルパラダイスへ乗り込んだ。主人公の後を追ってついに母親と再会するも冷たく突き放され、出現したウルトラホールへと去っていってしまう。その後はリーリエのことを主人公へ一任し、自身はエーテル財団の後始末のために1人エーテルパラダイスへ残った。終盤、ポケモンリーグへ向かう主人公の前に再び現れ、「礼は勝負でしか返せない」として主人公にポケモン勝負を挑む。その後はエーテル財団の代表代理となり、ポケモンリーグにも時々やってくる。
防衛戦での手持ちはシルヴァディ、クロバット、ルカリオ、マニューラ、ポリゴンZ。エースはシルヴァディで進化後はタイプ:ファイヤー、タイプ:ウォーター、タイプ:グラスのうち主人公が最初に選んだポケモンに対して相性の良いタイプになる。本来、非常に攻撃的なため人に懐きにくいはずのタイプ:ヌルを相棒として連れている事や、そのタイプ:ヌルを含め手持ちに懐いて進化するポケモンが多い事から、ポケモンに対する愛情は深い模様。
『ウルトラサン・ウルトラムーン』では本編終了後に修行のためカントーへと渡るが、その後も防衛戦に登場する。最終的な手持ちはマニューラにかわりゾロアーク（シルヴァディに化ける）とフシギバナ・リザードン・カメックスのうち主人公が最初に選んだポケモンと同タイプのものが加わり、Zワザを使用するポケモンがルカリオからゾロアークに変更されている。

### エーテル財団
傷ついたポケモンを保護するとともに、野生ポケモンの生態調査やウルトラビーストの研究など、様々な研究活動を行っている団体。スカル団とは対立関係にあるが、その実態はスカル団のスポンサーであり、コスモッグの能力を利用してウルトラホールを開きウルトラビーストを捕まえることを目的とした組織であった。しかし、多くの職員はこのような暗黒面を知らずに本来のポケモンの保護を目的として働いていた。
本編で戦闘中に襲いかかってくる職員は全てルザミーネの暗黒面とコスモッグの実験を知ってのことで悪事に加担した者達である。人工島エーテルパラダイスを本拠地にしており、各地に拠点を設置している。ルザミーネの一件の終息後はグラジオが代表代理となり、元の善良な組織に戻った。『ウルトラサン・ウルトラムーン』では終盤以降の展開が変わり、ルザミーネとザオボーの立場が変化している。
ルザミーネ (Lusamine)
声 - 大原さやか（ポケマス） / 園崎未恵（Evolutions）
エーテル財団の代表を務める女性で、リーリエとグラジオの母でもある外見は若そうに見えるが、本人曰く「40過ぎている」との事。
エーテルパラダイスから出奔したリーリエと彼女が匿っていたコスモッグの確保をスカル団に依頼していた。その本性はワガママかつ自分勝手で異常なまでの独占欲の持ち主。自分が欲しいものはどんな手段を使っても手に入れようとし、興味を失えば平気で捨てようとする。また、自分の気に入ったポケモンは氷漬けにしてコレクションにするなど常軌を逸した行動まで取っている。自分の思い通りにならなかった、理想の邪魔をしたとして実の子供であるグラジオやリーリエ、自身を慕っていたグズマを冷たく突き放すなど、冷酷非道で自己中心的な性格である。
本作中ではウルトラビースト、中でもウツロイドに対して歪んだ愛情を抱いており、ウルトラホールを開くためにコスモッグを捕らえて研究していた他、ウルトラビーストへの対抗策としてタイプ：ヌルや専用モンスターボールの開発などを極秘で行っていた。
コスモッグを利用してウルトラホールを開かせ、ウルトラスペースへ突入し1匹のウツロイドをゲットすることに成功。その後、主人公たちが駆けつけたところでウツロイドと融合してマザービーストとなり、主人公に戦いを挑むが敗北。ソルガレオまたはルナアーラの力によってウツロイドと切り離され正気を取り戻すが、ウツロイドの毒に侵された影響で衰弱してしまう。リーリエの看病によって回復するも完全には治らず、療養のためリーリエと共にカントー地方へ旅立っていった。
手持ちはピクシー、ドレディア、キテルグマ、ミロカロス、ムウマージ。マザービーストとなっての戦闘ではぬしポケモンやウルトラビーストと同様にオーラをまとって能力が上がっている。
上述の通り、作中では黒幕として非道な姿が目立つものの、リーリエによれば昔は心優しい母親であったようである。何がきっかけで現在のように豹変してしまったかは不明だが、グラジオは父がウルトラホールの実験事故で行方不明となった影響ではないかと推測している。
『ウルトラサン・ウルトラムーン』ではウルトラビーストへの異常な執着は見せず、「子供は大人の言うことさえ聞いていればいい」というエゴイストとしての面が描かれている。グラジオやリーリエの忠告にも耳を貸さずにネクロズマ討伐のためグズマとともにウルトラメガロポリスへ向かうも返り討ちに遭いアローラに送り返され、ネクロズマに立ち向かう主人公を見て自分のしていたことの過ちに気付き、エーテルパラダイスへ戻る。エピソードRRではRロケット団のサカキの計画のため自宅を乗っ取られ、自身も催眠状態になるが、サカキが倒され撤退したことにより意識を取り戻した。その後は毎月1日に防衛戦に挑戦するようになる。手持ちはムウマージがミミロップに変更された。
ザオボー (Faba)
エーテル財団の支部長で実質ナンバー2である男性。エスパータイプの使い手。
「エーテル財団最後の砦」を自称するがかなり胡散臭く、保護活動の際にも積極的に行動しない。
騒動解決後は平職員に降格している。イベントで戦闘できるほか、毎月1日にポケモンリーグに挑戦しに来る。
最終的な手持ちはヤドラン、ライチュウ、フーディン、ハギギシリ、スリーパー。エースはスリーパー。
『ウルトラサン・ウルトラムーン』では展開が変わったため殿堂入り時点でも支部長の地位にあり、エピソードRRでも登場。出世に命を賭けており、そのためにウルトラホールを使ってレインボーロケット団を呼びこんでしまい、その件で事件終息後に平職員に降格させられる。手持ちはヤドランがネンドールに変更された。防衛戦には登場しなくなった。
ビッケ
エーテルパラダイスの副支部長である女性。温厚な性格。
グラジオとリーリエの世話係でもあり、エーテル財団の幹部の中では唯一、主人公達の味方ポジションでもある。
騒動解決後はザオボーにかわり支部長に昇進している。

### バトルツリー
バトルツリーに参戦するバトルレジェンドやゲストキャラクターの使用ポケモンはバトルルールに応じて手持ちから2～4匹を使用。手持ちの中にメガシンカができるポケモンがいる場合、メガシンカをすることがある。
レッド (Red)
『赤・緑・青・ピカチュウ』の主人公および『ファイアレッド・リーフグリーン』の男の子主人公。本作では大人になっており、服が変わっている。
バトルツリーのボス・バトルレジェンドとして、シングルバトルで登場。手持ちはラプラス、カビゴン、フシギバナ、リザードン、カメックス。フシギバナ、リザードン、カメックスのうちいずれかをメガシンカさせてくる場合があり、リザードンについてはメガリザードンX、メガリザードンY両方のパターンが用意されている。
グリーン (Blue)
『赤・緑・青・ピカチュウ』および『ファイアレッド・リーフグリーン』に登場したレッドのライバル。従来作品とは違った服装になっている。
バトルツリーのボス・バトルレジェンドとしてダブルバトルで登場。手持ちはナッシー、ウインディ、ギャラドス、ピジョット、フーディン、カイリキー、ドサイドン、プテラ、バンギラス。ギャラドス、ピジョット、フーディン、プテラ、バンギラスのうちいずれかをメガシンカさせてくる場合がある。
シロナ　
『ダイヤモンド・パール・プラチナ』に登場したシンオウ地方のチャンピオン。ポケモンの神話を調べている考古学者。バトルツリーに登場する。
ミツル
『ルビー・サファイア・エメラルド』に登場したホウエン地方出身の少年。バトルツリーに登場する。
バーネット博士
『ポケモンARサーチャー』に登場した女性。本作ではククイ博士の妻である事が判明している。アーカラ島のカンタイシティで空間の研究をしている。
ジーナとデクシオ (Sina & Dexio)
『X・Y』に登場したプラターヌ博士の助手。本作では主人公に「ジガルデキューブ」というアイテムを渡し、ジガルデの調査を依頼する。トレーナーとしては、ジーナはこおりタイプ、デクシオはエスパータイプを使う。また、殿堂入り後はデクシオがメガシンカを実戦で披露するとともにキーストーンをくれる。バトルツリーにも、『サン』でデクシオ、『ムーン』でジーナが登場する。
アクロマ
『ブラック2・ホワイト2』に登場した科学者。かつて自身の研究のためにプラズマ団に身を置いていた。主人公にわざマシンやゲノセクトのカセットをくれる。本作では特に悪の組織などとの関連性はなく、一個人として登場する。バトルツリーにも登場する。
『ウルトラサン・ウルトラムーン』ではエーテル財団で研究に協力していたことが判明した。またウルトラ調査隊の依頼を受け、ネクロズマのパワーを制御する装置「ネクロプラスソル」「ネクロプラスルナ」を開発し、ネクロズマを捕獲した主人公に渡す。エピソードRRにも登場し、主人公に敗れてなお悪あがきするゲーチスの前に現れ、自身の作ったマシンでゲーチスを強制的に元の世界へと送り返した。ゲーチスに邪魔をする理由を問われた際は「あなたが嫌いだから」と返していた。
ギーマ
声 - 小野大輔（ポケマス）
『ブラック・ホワイト・ブラック2・ホワイト2』に登場したイッシュ地方の四天王。あくタイプの使い手。本作では着流しの博徒として、和服姿で登場する。物語中盤で主人公にサメハダーのポケモンライドをくれる。バトルツリーにも登場する。
ハンサム
声 - 北島善紀（ポケマス）
『プラチナ』に登場した国際警察の刑事。本作ではウルトラビーストの捜査のためにアローラ地方を訪れた。クチナシとはかつての同僚関係ではあったが、あまり仲は良好ではない模様。『ウルトラサン・ウルトラムーン』では殿堂入り後のイベントが変更になったことで出番が大幅に減っている。
リラ
声 - 川澄綾子（ポケマス）
『エメラルド』に登場したホウエン地方のフロンティアブレーン。現在は国際警察に所属。ウルトラビースト捜索の責任者として、アローラ地方を訪れた。本作では一人称が「ボク」から「わたし」になり、より大人らしくなった。バトルツリーにも登場する。『ウルトラサン・ウルトラムーン』では殿堂入り後のイベントが変更になったことで出番が大幅に減っている。

### ウルトラ調査隊
『ウルトラサン・ウルトラムーン』に登場する集団。ウルトラメガロポリスの住人からなる4人組の調査隊で、暴走したネクロズマを鎮めるために行動している。『ウルトラサン』ではダルスとアマモ、『ウルトラムーン』ではミリンとシオニラを中心として異なった視点でストーリー展開される。登場しない2人はウルトラメガロポリスで登場する。
ダルス
青年と思しき男性で、調査隊の一人。
アマモ
三つ編みをした女性で、調査隊の一人。
ミリン
長い髪をした女性で、調査隊の一人。
シオニラ
中年と思しき男性で、調査隊の一人。

### レインボーロケット団
『ウルトラサン・ウルトラムーン』の殿堂入り後に発生するエピソードRRで登場する歴代最大となる悪の組織。かつてロケット団を率いていたサカキを首領に、『サン・ムーン』のスカル団のグズマを除く歴代シリーズの悪の組織のボスを再結集させている。ウルトラホールから突如現れ、エーテルパラダイスを占領してその技術を悪事に利用しようとする。
他の組織のボス達はそれぞれ異世界から集められたことが示唆されており、当然ながらそれぞれ思惑の強すぎる面子が揃っているため他人に忠誠を誓うはずもなく、あくまで利害の一致から手を組んでいるだけに過ぎない模様である。またその全てが野望を達成、もしくは達成寸前の状態で呼び寄せられているため各シリーズの伝説ポケモンを手持ちに入れている。
サカキ
声 - 石井康嗣（ポケマス）
レインボーロケット団を再興させた首領。エーテル財団の技術に目を付け、全世界のウルトラビーストを手に入れ最強のウルトラビースト軍団を作ることを画策する。このサカキが作中世界の本人なのかまたは別世界から来た別人なのかは明確に語られていない。
主人公に敗れたことで潔く負けを認めエーテル財団から引き上げた。しかし、エピローグでは「次はどの世界で悪巧みしようか」という言葉を残し姿を消した。
マツブサ
マグマ団のボス。元の世界において超古代ポケモンの力を用いて世界を陸地で満たす目的を達成した直後にウルトラホールによってアローラに呼び寄せられた。アローラにおいても陸地で満たそうと画策する。
元の世界ではアオギリと戦って勝利したようで、自身を倒して目的を達成したと主張するアオギリと主人公そっちのけで口論になり、アローラの未来をかけて決戦に及ぼうとしたところで元の世界に戻された。
アオギリ
アクア団のボス。元の世界において超古代ポケモンの力を用いて世界を海で満たす目的を達成した直後にウルトラホールによってアローラに呼び寄せられた。アローラにおいても海で満たそうと画策する。
元の世界ではマツブサと戦って勝利したようで、自身を倒して目的を達成したと主張するマツブサと主人公そっちのけで口論になり、アローラの未来をかけて決戦に及ぼうとしたところで元の世界に戻された。
アカギ
ギンガ団のボス。元の世界では時間と空間を操る2匹の伝説ポケモンを使い「心のない完全な世界」を創り上げた直後にウルトラホールによってアローラに呼び寄せられた。主人公のロトム図鑑に気づきこの世界のロトムにも心がある事を知り沈黙するも、もう止まれないとアローラも完全な世界にしようと画策する。
主人公に敗れ、心の繋がりを強さに変える主人公とポケモンに疑問を投げかけるもロトム図鑑に諭されることで負けを認めた。「もっと早く主人公のようなトレーナーに会っていれば止まれたかもしれない」と言葉を零しながらアローラには何もしないことを約束し元の世界へ帰っていった。
手持ちポケモンはヘルガー、クロバット、ドンカラス、マニューラ、ディアルガ（ウルトラサン）/パルキア（ウルトラムーン）。
ゲーチス
プラズマ団を裏から操っていた首魁。元の世界で世界征服を果たしていることが示唆されており、自身がアローラに呼び寄せられたのも全世界を征服するためだと考えている。サカキを傀儡の王として祭り上げ、それを裏から操ることで全世界の頂点に立とうと画策する。
主人公に勝負を挑み敗れるが、それでも負けを認めずリーリエを人質に取りモンスターボールを放棄するよう迫るという卑劣な悪あがきをする。しかし、そこに現れたアクロマによって強制的に元の世界へと送り返された。
手持ちポケモンはデスカーン、バッフロン、キリキザン、サザンドラ、ゼクロム（ウルトラサン）/レシラム（ウルトラムーン）。
フラダリ
フレア団のボス。元いた世界で最終兵器を起動させた直後にウルトラホールによってアローラに呼び寄せられた。落ち着いた物腰ながらも過激な思想は変わらず、アローラにおいても最終兵器を持ち込み人間とポケモンを滅ぼそうとする。主人公に対して最終兵器を起動させるスイッチと先に進むためのスイッチの二択を選ばせ主人公の可能性を試そうとする。その後、主人公との勝負に敗れたことで主人公の「守る強さ」に可能性を感じたようだが、自身の考えを変えることはせず元の世界へ帰っていった。
手持ちポケモンはコジョンド、カエンジシ、ドンカラス、ギャラドス、ゼルネアス（ウルトラサン）/イベルタル（ウルトラムーン）で、ギャラドスをメガシンカさせる。

### その他
モリモト
ゲームフリークに所属するゲームクリエイターの森本茂樹をモデルとしたキャラクターである。ウルトラサンムーンではバーチャルコンソール版の『ポケットモンスター金・銀』から本作に連れてきたポケモンを手持ちに入れた状態で彼に話しかけると、2015年に亡くなった任天堂の旧社長・岩田聡へのメッセージが語られる。

## 世界観
本作の舞台はハワイをモチーフとしたアローラ地方である。自然豊かな4つの自然島と1つの人工島から構成されている。海底火山の活動によってできた島々で、周りが海に囲まれて他の地方と隔離されているために独自の生態系が発達した。各島にはカプと呼ばれる守り神がおり、カプに選ばれた島の首長しまキング・しまクイーンがいる。この地方では11歳になった子供が各島をめぐって試練をする「島めぐり」の儀式が行われており、主人公やハウもこれに身を投じることになる。

### 各言語版の表記
- 英語・ドイツ語・スペイン語・フランス語・イタリア語版は「Alola Region」と表記される。
- 中国語版での表記は、簡体字:阿罗拉地区、繁体字: 阿羅拉地區 (拼音: āluólā dìqū 注音:ㄚㄌㄨㄛˊㄌㄚ ㄉㄧˋㄑㄩ)と表記される。
- 韓国語版での表記は알로라지방(漢字: 알로라地方 2000年式: Allora Jibang, MR式: Allola Cipang, 北朝鮮1992年式: Alrola Jipang)と表記される。

### メレメレ島
主人公やハウが住む島。守り神はカプ・コケコでしまキングはハラ。
リリィタウン
ハラとハウが住む村。
ハウオリシティ
アローラ地方最大の町で、近代的な建物や施設がそろっている。町の外れには、主人公の家やククイ博士の研究所がある。
戦の遺跡
リリィタウンの奥にある遺跡で、カプ・コケコが住まう。
茂みの洞窟
メレメレ島唯一の試練の場で、イリマの試練がここで行われる。
テンカラットヒル
メレメレ海に突き出す岩山。

### アーカラ島
2番目に訪れる島。火山がある。守り神はカプ・テテフでしまクイーンはライチ。
カンタイシティ
アーカラ島の玄関口となる港町。カントーやジョウトからの移民が中心となって形成された。空間研究所やゲームフリークがある。
オハナタウン
牧場を抱える小さな町。
ロイヤルアベニュー
バトルロイヤルが行われるロイヤルドームの周りに整備された通りで、スーパー・メガやすの現店舗がある。
コニコシティ
島の南東部にある町。北部とは山地で隔てられている。ライチのジュエリーショップでは進化の石や化石、アクセサリーが売られている。
せせらぎの丘
水が流れる山岳地帯。奥地が試練の場になっており、ここでスイレンの試練に挑戦する。
ヴェラ火山公園
アーカラ島の火山の登山道と内部の洞窟からなるエリア。ほのおタイプのポケモンが生息する。試練の場でもあり、山頂の広場でカキの試練に挑む。
シェードジャングル
森林地帯で、マオの試練の場。様々な植物が生えており、くさタイプのポケモンが多く生息する。苔むした岩がある。
ハノハノリゾート
島南東部にあるアローラ地方最大のリゾート地。ホテルは1年先まで予約がいっぱいで宿泊することはできない。海岸ではナマコブシを海に投げるバイトができる。四天王カヒリの出身地。
命の遺跡
メモリアルヒルの近くにある、カプ・テテフが住まう遺跡。ライチの大試練はここで行われる。

### ウラウラ島
3番目に訪れる島。アローラ最高峰のラナキラマウンテンを含めて3つの山があり、廃墟も多い。守り神はカプ・ブルルでしまキングはクチナシ。
マリエシティ
ウラウラ島最大の町にして玄関口。ジョウト地方からの移民が多く、オリエンタルな雰囲気が漂う。北西の岬にはリサイクルプラントがあり、北東には和風庭園のマリエ庭園がある。
カプの村
島南部、ラナキラマウンテンの麓の地域。かつて村があった場所で、カプ・ブルルの怒りにふれたため廃墟となった荒れ地。名前の通りかつてはカプ・ブルルが訪れていた。雪が降ることもあり、アローラでは数少ないこおりタイプのポケモンが生息する。
ポータウン
島北西部にある高い壁に囲まれた廃墟の町で、スカル団が占領している。スカル団のアジトであるいかがわしき屋敷があり、それ以外はポケモンセンターも含めて停電している。
ホクラニ岳
島北部にある山。麓からナッシーバスで訪れる。山頂には天文台があり、ここでマーマネの試練が行われる。メテノやダンバル、ピィといったここ独自のポケモンが生息する。
スーパー・メガやす跡地
ロイヤルアベニューに移転する前のスーパー・メガやすの旧店舗があった場所。カプ・ブルルの怒りにふれたため廃墟と化し、現在は野生ポケモンのすみかとなっている。試練の場でもありアセロラの試練がここで行われる。
ハイナ砂漠
ラナキラマウンテン東側の砂漠地帯で、昼は日差しが強く、夜は砂嵐が吹き荒れる。奥地にはカプ・ブルルの住処である実りの遺跡がある。
ラナキラマウンテン
島南部にあるアローラ地方最高峰の山で、雪が降っている。こおりタイプのポケモンが多く生息する。終盤で山頂にポケモンリーグが建設される。他地方のチャンピオンロードに相当。

### ポニ島
4番目に訪れる島。日輪/月輪の祭壇がある。他の島に比べてほとんど住人はおらず、手つかずの自然が広範囲に残っている。守り神はカプ・レヒレでしまクイーンはハプウ。
海の民の村
ポニ島唯一の村。人々は様々な形の船で暮らしている。
ナッシーアイランド
ポニ島の離れ島で、アローラの姿になった背の高いナッシーが生息する。祭壇での儀式に使う笛が安置されている。
ポニの大峡谷
島の中央部にある広大な峡谷地帯。崖の内外を行き来しながら探索する必要がある険しい道。奥地には日輪/月輪の祭壇があり、その手前の道が自然の試練の舞台となっている。ハプウ曰く、ここの試練が島めぐりで行う試練の元祖とのこと。
彼岸の遺跡
カプ・レヒレの住処である遺跡。島南部の荒磯にある。
エンドケイブ
島東部の奥地にある洞窟。ジガルデの住処になっている。
バトルツリー
島北部にある巨木で、様々な地域から凄腕のトレーナーが集まるバトル施設になっている。

### エーテルパラダイス
エーテル財団の拠点となっている人工島。ここでのイベントの最中は屋外に出ることができず、逃げ出そうとしても引きとめられてやり直しになってしまう。また、一部の場所は条件を満たさないと入ることができない。

## 開発
本作の開発は2013年頃に始まった。
本作はニンテンドー3DSの表現力で自然の豊かさを出すというテーマがたてられ、環境音としてのポケモンの鳴き声も用意された。『ポケットモンスター ハートゴールド・ソウルシルバー』と同等の環境音を入れようとしたものの、不規則な地形に手作業で情報を配置したため、マップ変更の影響も大きく、コストが高騰してしまったとゲームフリークの一之瀬剛は「CEDEC2023」のセッションの中で振り返っている
本作のバトルディレクターは、『ポケットモンスターブラック・ホワイト』以降の『ポケットモンスター』シリーズの開発にプランナーとして携わってきた岩尾和昌が務めた。

## ポケットモンスター ウルトラサン・ウルトラムーン

### 概要 （ウルトラサン・ウルトラムーン）
『ポケットモンスター ウルトラサン・ウルトラムーン』は、『サン・ムーン』の新バージョン。『サン・ムーン』の世界を舞台にした、もうひとつの物語『伝説のポケモン「ネクロズマ」をめぐる光と闇の物語』が描かれている。
『サン・ムーン』と同様に、日本語、英語、スペイン語、フランス語、ドイツ語、イタリア語、韓国語、中国語（繁体字、簡体字）の9つの言語に対応している。
新バージョンが発売されるのはニンテンドーDSソフト『ポケットモンスター プラチナ』以来で、欧州でも同時発売されるのは『ポケットモンスター X・Y』以来となった。
本編では、次作『ポケットモンスター ソード・シールド』がNintendo Switchで開発・発売されたため、2023年現在ニンテンドーDS→ニンテンドー3DSで発売された最後のソフトとなった。また、同じく追加バージョンの発売も本作が最後となっており、次作以降は有料ダウンロードコンテンツが導入されている。

### 新システム
ロトム図鑑DX
ロトム図鑑のバージョンアップ版。戦闘時に得られる経験値や賞金が上昇するアイテム「ロトポン」を出してくれたり、Zワザを戦闘中に再度使用可能にしてくれる機能が追加された。また、玩具と連動させることで、図鑑やバトルで出ているポケモンの情報を解説する事が出来る。
マンタインサーフ
ライドポケモン「マンタイン」に乗り、サーフィンをすることができる。波乗りで島と島の間を移動できる他、多くのテクニックを決めてスコアを競うこともできる。
ウルトラワープライド
ソルガレオまたはルナアーラの背中に乗り、別の世界に通じるウルトラホールの中を移動することが可能。各ウルトラビースト固有のウルトラスペースや、過去の伝説ポケモンのいる場所に行くことが出来る。
バトルエージェント
フェスサークルの新施設。3人のトレーナーが強力なポケモンを1体レンタルし、各自の判断や連携を駆使して勝ち抜きのシングル戦を行っていく。

### 新アイテム
ヌシール
集めればその数に応じてぬしポケモンを仲間にすることができる。仲間にできるぬしポケモンはバージョンによって異なる。
Zパワーリング
『サン・ムーン』で登場した「Zリング」よりも多種のZワザを発動させることができるようになった。

### 新マップ
ウルトラホール
異なる世界をつなぐ空間。ソルガレオ・ルナアーラに乗り、「ウルトラワープライド」をすることで、ウルトラホールの先の世界を冒険できる。別世界に通じている「ワープホール」も多数あり、ウルトラビーストや伝説のポケモンが棲む世界へのアクセスも可能となっている。
ピカチュウの谷
無数のピカチュウが棲む谷であるが、ヤドンらしきポケモンが一匹住み着いている。アーカラ島にある。
ウルトラスペース
ウルトラホールからつながる異世界の総称。『サン・ムーン』ではウツロイドの世界である「ウルトラディープシー」が登場し、ルザミーネとの決戦の場となった。『ウルトラサン・ウルトラムーン』では他のウルトラビーストの世界も登場し、そのほかにもウルトラスペースゼロと呼ばれる世界が無数にある。
ウルトラディープシー
深海の洞窟のような異界で、ウツロイドの住処。『サン・ムーン』ではウルトラスペースという名称で登場、ルザミーネとグズマが到達し、ウツロイドと融合したルザミーネとの決戦が行われる。
ウルトラメガロポリス
未来都市のような異世界。ウルトラ調査隊はここの住人で、ネクロズマも元々はここに住まい光をもたらしていたが、先人の過ちによってネクロズマが光とともに体の一部を失い暴走したため、光が奪いつくされ闇に覆われている。
ウルトラプラント
デンジュモクの元の世界である異界。いたるところで落雷が発生している。
ウルトラビルディング
異界の都市の遺構。アクジキングの元の世界。
ウルトラジャングル
マッシブーンの元の世界である異界の密林。
ウルトラデザート
異界の砂漠。フェローチェが住んでいる。進むにはバンバドロとカイリキーの力を借りなければならない。
ウルトラフォレスト
カミツルギの元の世界である異界の森。カミツルギを従える神使いがいる。
ウルトラバレー
テッカグヤが住む異界。
ウルトラスペースゼロ
ウルトラビーストの世界とは別に無数に存在する世界。世界によって、アローラ図鑑には確認されていない一般ポケモンや、様々な伝説のポケモンが暮らしている。

### 『サン・ムーン』からの変更点
- ヘルガーやライボルト、メリープ、ゾロア、トロピウス、デデンネなど、『サン・ムーン』では登場しなかったポケモンが野生のポケモンとして登場する[33][41]。
- 過去作に登場した歴代の伝説のポケモンがすべて登場する[42]。登場するポケモンはバージョンによって異なる。
- 隠し要素として、ある条件を満たすと、ゲームフリーク内のある人物から、元任天堂社長・岩田聡の『金・銀』における開発秘話を聞くことができる[43]。

### 今作から新たに追加される専用Zワザ
ブレイジングソウルビート
ジャラランガ専用のZワザ。元となる技は「スケイルノイズ」。他のZワザとは異なり、複数の相手を攻撃することができる。
ラジアルエッジストーム
ルガルガン専用のZワザ。元となる技は「ストーンエッジ」。張られているフィールドを解除する。今作で新規追加された「たそがれのすがた」だけでなく、従来の「まひるのすがた」、「まよなかのすがた」と、全ての形態で使用可能。
サンシャインスマッシャー
ソルガレオ、ネクロズマ（たそがれのたてがみ）専用のZワザ。元となる技は「メテオドライブ」
ムーンライトブラスター
ルナアーラ、ネクロズマ（あかつきのつばさ）専用のZワザ。元となる技は「シャドーレイ」  。
ぽかぼかフレンドタイム
ミミッキュ専用のZワザ。元となる技は「じゃれつく」。
天焦がす滅亡の光（てんこがすめつぼうのひかり）
ウルトラネクロズマ専用のZワザ。元となる技は「フォトンゲイザー」。

### 開発 （ウルトラサン・ウルトラムーン）
大森滋が増田順一から引き継ぐ形でプロデューサに就任し、増田は全体を監修する立場に立った。また、『サン・ムーン』のバトルディレクターである岩尾和昌が本作のディレクターを務めた。大森はこの人選について、岩尾がZワザやウルトラビーストなどの新要素をまとめてくれたので、その信頼感からディレクターを依頼したとファミ通とのインタビューの中で振り返っている。
大森は『ウルトラサン・ウルトラムーン』の開発に当たり、可能な限り視野を広げてゲーム全体のことを考えたり、チームスタッフと話し合いをするようになったとファミ通とのインタビューの中で語っており、一生懸命作った要素の一つ一つがプレイヤーにとって親しみを持てるかといったことにも気を遣うようになったと話しており、これらのこだわりは増田から叩き込まれたことだと話している。